# Colletotrichum linicola
Colletotrichum linicola är en svampart som beskrevs av Pethybr. & Laff. 1918. Colletotrichum linicola ingår i släktet Colletotrichum och familjen Glomerellaceae.   Inga underarter finns listade i Catalogue of Life.